# Odonteus orientalis
Odonteus orientalis es una especie de coleóptero de la familia Geotrupidae.

## Distribución geográfica
Habita en Pakistán y la India.